# Omer Boudreau
Pour les articles homonymes, voir Boudreau.
Omer J. Boudreau est un agent immobilier et un homme politique canadien. Il a été député du comté de Gloucester à l'Assemblée législative du Nouveau-Brunswick de 1963 à 1974 en tant que libéral.